# Атлетика на Летњим олимпијским играма 1932 — бацање копља за жене
Такмичење у дисциплини бацање копља за жене, на Олимпијским играма 1932, одржано је 31. јула. За такмичење се пријавило осам атлетичарки из четири земље. Није било квалификација, већ су све такмичерке учествовале у финалу.

## Земље учеснице
- Јапан (2)
- Мексико (1)
- Немачка (2)
- САД (3)

## Рекорди пре почетка такмичења
Први светски рекорд у бацању копља за жене признао је ИААФ (Међународна атлетска федерација) у јуну 1932. године.
Стање 30. јун 1932.
| Светски рекорд    | 46,745                         | Нан Гиндејл                    | САД                            | Чикаго, САД                    | 18. јун 1932.                  |
| Олимпијски рекорд | први пут на олимпијским играма | први пут на олимпијским играма | први пут на олимпијским играма | први пут на олимпијским играма | први пут на олимпијским играма |

## Освајачи медаља
|                          |                                |                              |
| Бејб Дидриксон 43,68 САД | Елен Браумилер 43,49 · Немачка | Тили Флајшер 43,00 · Немачка |

## Нови рекорди после завршетка такмичења
| Олимпијски рекорд | 43,68 | Бејб Дидриксон САД | Лос Анђелес, САД | 31. јул 1932. |

## Финале
| Место | Атлетичарка            | Резултат | Белешка |
| ----- | ---------------------- | -------- | ------- |
|       | Бејб Дидриксон, САД    | 43,69    | ОР      |
|       | Елен Браумилер Немачка | 43,50    |         |
|       | Тили Флајшер, Немачка  | 43,00    |         |
| 4.    | Масако Шинпо, Јапан    | 39,08    |         |
| 5.    | Нан Гиндејл, САД       | 37,95    |         |
| 6.    | Глорија Расел, САД     | 36,74    |         |
| 7.    | Марија Урибе, Мексико  | 33,66    |         |
| 8.    | Мицуе Ишицу, Јапан     | 30,81    |         |